# Сент-Луїсвілл (Огайо)
Сент-Луїсвілл (англ. St. Louisville) — селище (англ. village) в США, в окрузі Лікінґ штату Огайо. Населення — 352 особи (2020).

## Географія
Сент-Луїсвілл розташований за координатами 40°10′16″ пн. ш. 82°25′5″ зх. д. / 40.17111° пн. ш. 82.41806° зх. д. (40.171143, -82.417967).  За даними Бюро перепису населення США в 2010 році селище мало площу 0,64 км², уся площа — суходіл.

## Демографія
Згідно з переписом 2010 року, у селищі мешкали 373 особи в 143 домогосподарствах у складі 103 родин. Густота населення становила 579 осіб/км².  Було 150 помешкань (233/км²).
Расовий склад населення:
| - 97,3 % — білих - 1,1 % — корінних американців - 0,3 % — чорних або афроамериканців |

До двох чи більше рас належало 0,5 %. Частка іспаномовних становила 0,8 % від усіх жителів.
За віковим діапазоном населення розподілялося таким чином: 29,0 % — особи молодші 18 років, 54,9 % — особи у віці 18—64 років, 16,1 % — особи у віці 65 років та старші. Медіана віку мешканця становила 36,1 року. На 100 осіб жіночої статі у селищі припадало 91,3 чоловіків;  на 100 жінок у віці від 18 років та старших — 94,9 чоловіків також старших 18 років.
Середній дохід на одне домашнє господарство  становив 54 743 долари США (медіана — 48 750), а середній дохід на одну сім'ю — 65 114 долари (медіана — 58 333). Медіана доходів становила 50 833 долари для чоловіків та 29 063 долари для жінок. За межею бідності перебувало 21,5 % осіб, у тому числі 37,3 % дітей у віці до 18 років та 12,9 % осіб у віці 65 років та старших.
Цивільне працевлаштоване населення становило 198 осіб. Основні галузі зайнятості: виробництво — 21,7 %, освіта, охорона здоров'я та соціальна допомога — 20,2 %, мистецтво, розваги та відпочинок — 13,1 %, транспорт — 10,6 %.